# Liste der Biografien/Reim
Liste der Biografien |
Portal Biografien |
Personensuche
# |
A |
B |
C |
D |
E |
F |
G |
H |
I |
J |
K |
L |
M |
N |
O |
P |
Q |
R |
S |
T |
U |
V |
W |
X |
Y |
Z |
?
 
Ra |
Rb |
Rd |
Re |
Rh |
Ri |
Rj |
Rk |
Rl |
Rm |
Rn |
Ro |
Rr |
Rs |
Rt |
Ru |
Rv |
Rw |
Rx |
Ry |
Rz
 
Rea |
Reb |
Rec |
Red |
Ree |
Ref |
Reg |
Reh |
Rei |
Rej |
Rek |
Rel |
Rem |
Ren |
Reo |
Rep |
Req |
Rer |
Res |
Ret |
Reu |
Rev |
Rew |
Rex |
Rey |
Rez
 
Reib |
Reic |
Reid |
Reie |
Reif |
Reig |
Reih |
Reij |
Reik |
Reil |
Reim |
Rein |
Reip |
Reir |
Reis |
Reit |
Reiv |
Reiw |
Reix |
Reiz
Die Liste der Biografien führt alle Personen auf, die in der deutschsprachigen Wikipedia einen Artikel haben. Dieses ist eine Teilliste mit 265 Einträgen von Personen, deren Namen mit den Buchstaben „Reim“ beginnt.

## Reim
- Reim, Dagmar (* 1951), deutsche Rundfunkintendantin
- Reim, Edmund (1859–1928), österreichischer Komponist und Dirigent
- Reim, Hartmann (* 1942), deutscher Archäologe und Denkmalpfleger
- Reim, Johann Vinzenz (1796–1858), österreichischer Zeichner und Kupferstecher
- Reim, Julian (* 1996), deutscher Schlagersänger
- Reim, Manfred (* 1944), deutscher Politiker (FDP) und Lehrer
- Reim, Marie (* 2000), deutsche Schlagersängerin
- Reim, Martin (* 1971), estnischer Fußballspieler und -trainer
- Reim, Matthias (* 1957), deutscher MusikerMatthias Reim (* 1957)

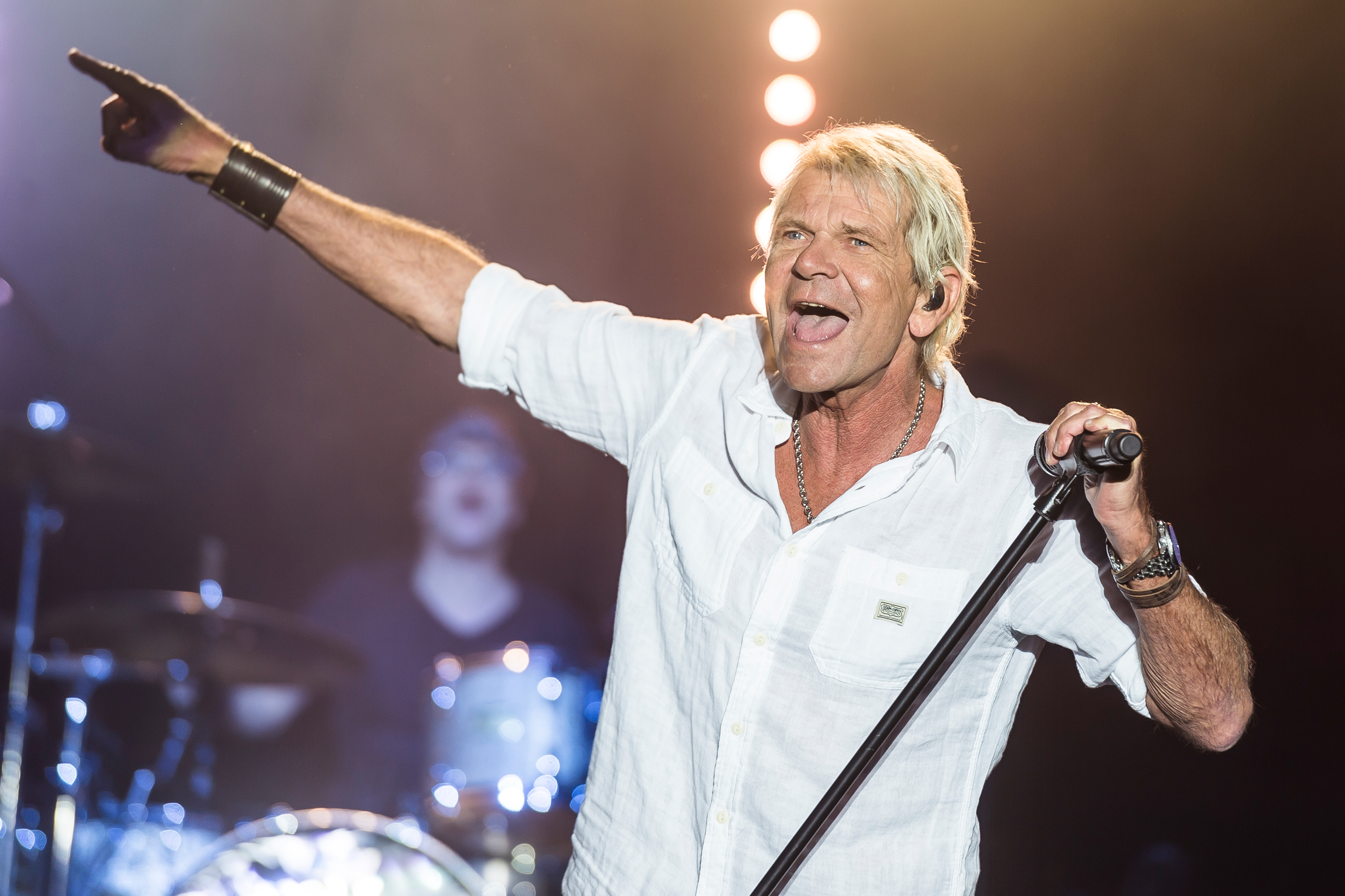
Matthias Reim (* 1957)

- Reim, Regina (* 1965), deutsche Malerin und Tiefdruckerin

### Reima
- Reima, Tiia (* 1973), finnische Eishockeyspielerin
- Reimaa, Vallo (* 1961), estnischer Politiker
- Reiman, August von (1771–1847), preußischer Verwaltungsbeamter, Regierungspräsident (Aachen) und Staatsrat
- Reiman, August von (1805–1866), preußischer Verwaltungsbeamter und Landrat
- Reiman, István (1927–2012), ungarischer Mathematiker
- Reiman, Leonid Dododschonowitsch (* 1957), russischer Geschäftsmann und Politiker
- Reiman, Martin I. (* 1953), US-amerikanischer Mathematiker
- Reiman, Michal (1930–2023), tschechischer Historiker und Politologe
- Reiman, Pavel (1902–1976), tschechischer Germanist, Redakteur, Literaturhistoriker und Schriftsteller
- Reiman, Villem (1861–1917), estnischer Geistlicher und Kulturhistoriker
- Reimann Panic, Bonifacio Antonio (* 1952), polnischer Geistlicher, Apostolischer Vikar von Ñuflo de Chávez
- Reimann, Albert (1868–1954), deutscher Chemiker
- Reimann, Albert (1874–1976), deutscher Bildhauer, Kunsthandwerker und Kunsterzieher
- Reimann, Albert (1898–1984), deutscher Unternehmer
- Reimann, Alexander (* 2000), deutscher Handballspieler
- Reimann, Alexandra (* 1974), deutsche Fußballspielerin
- Reimann, Andreas (* 1946), deutscher Schriftsteller und Grafiker
- Reimann, Anys (* 1965), deutsche Künstlerin
- Reimann, Aribert (1936–2024), deutscher Komponist und PianistAribert Reimann (1936–2024)

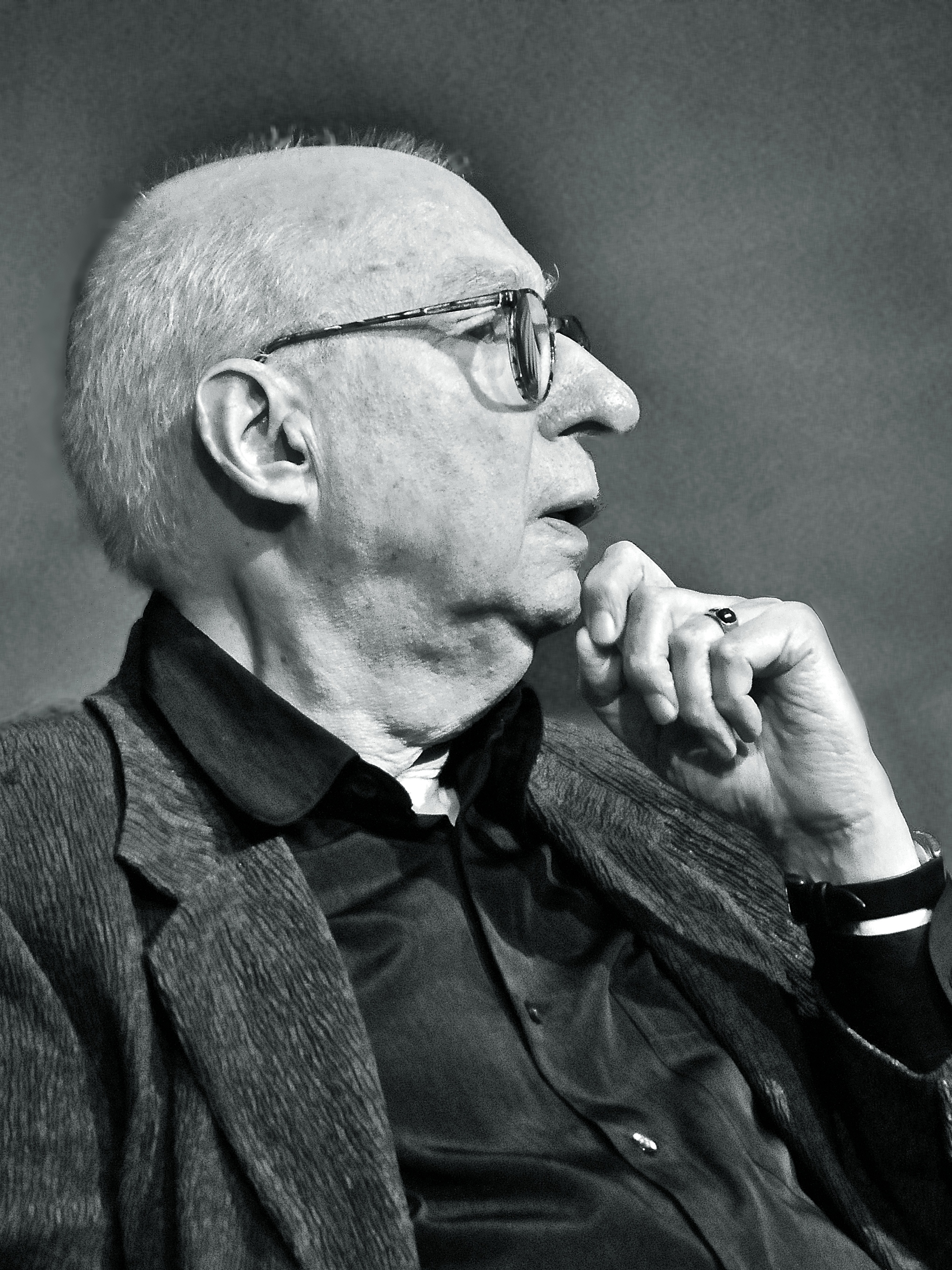
Aribert Reimann (1936–2024)

- Reimann, Aribert (* 1969), deutscher Historiker
- Reimann, Arnold (1870–1938), deutscher Pädagoge
- Reimann, August (* 1908), deutscher Landrat
- Reimann, Augustin (1899–1970), deutsch-böhmischer Redemptorist
- Reimann, Axel (* 1951), deutscher Mathematiker, Direktor der Deutschen Rentenversicherung Bund
- Reimann, Barbara (1920–2013), deutsche Angehörige des politischen Widerstandes gegen den Nationalsozialismus
- Reimann, Bettina (* 1964), deutsche Journalistin und Schriftstellerin
- Reimann, Brigitte, deutsche Journalistin, Fernsehredakteurin und Moderatorin
- Reimann, Brigitte (1933–1973), deutsche SchriftstellerinBrigitte Reimann (1933–1973)

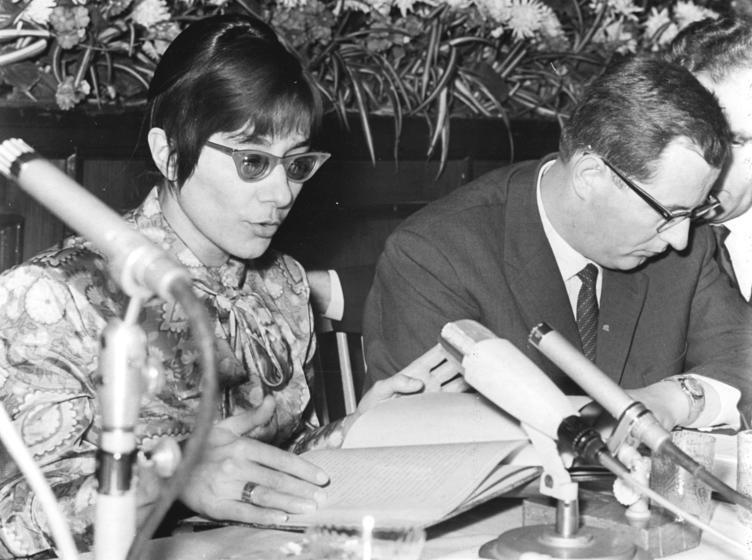
Brigitte Reimann (1933–1973)

- Reimann, Carl (1857–1929), deutscher Lehrer und Schriftsteller
- Reimann, Carlo (* 2001), deutscher American-Football-Spieler
- Reimann, Carola (* 1967), deutsche Politikerin (SPD), MdB
- Reimann, Christian (* 1979), deutscher Fußballspieler
- Reimann, Christiane (1888–1979), dänische Krankenschwester, Direktorin des ICN und Pflegewissenschaftlerin
- Reimann, Clara (1848–1915), deutsche Mäzenin
- Reimann, Claudius (* 1969), deutscher Saxophonist
- Reimann, Daniel (* 1974), deutscher Romanist
- Reimann, Dietmar B. (1947–2011), deutscher Privatdetektiv, Schatzsucher und Autor
- Reimann, Dominik (* 1997), deutscher Fußballtorhüter
- Reimann, Eduard (1833–1898), deutscher Theaterschauspieler und Theaterintendant
- Reimann, Emil (1836–1918), deutscher Unternehmer
- Reimann, Felix (* 1964), deutscher Flötist und Dirigent
- Reimann, Frank (* 1967), deutscher Volleyball-Nationalspieler
- Reimann, Franz Johann (1902–1968), deutscher Politiker (Zentrum)
- Reimann, Frida (1899–1996), deutsche Politikerin (KPD), MdHB
- Reimann, Friedrich (1896–1991), deutscher Tier- und Jagdmaler
- Reimann, Friedrich (1897–1994), deutscher Hämatologe
- Reimann, Fritz (1924–2018), Schweizer Gewerkschafter und Politiker (SP)
- Reimann, Georg (1570–1615), deutscher Dichter und Rhetoriker
- Reimann, Gerhard (1926–2011), deutscher Sportjournalist
- Reimann, Gero (1944–2009), deutscher Schriftsteller
- Reimann, Günter (1904–2005), deutscher Ökonom und Journalist
- Reimann, Günther (1924–1998), deutscher Mediziner und Politiker (SPD), MdA
- Reimann, Hans (1888–1978), deutscher Verbandsfunktionär
- Reimann, Hans (1889–1969), deutscher Schriftsteller, Dramatiker und DrehbuchautorHans Reimann (1889–1969)

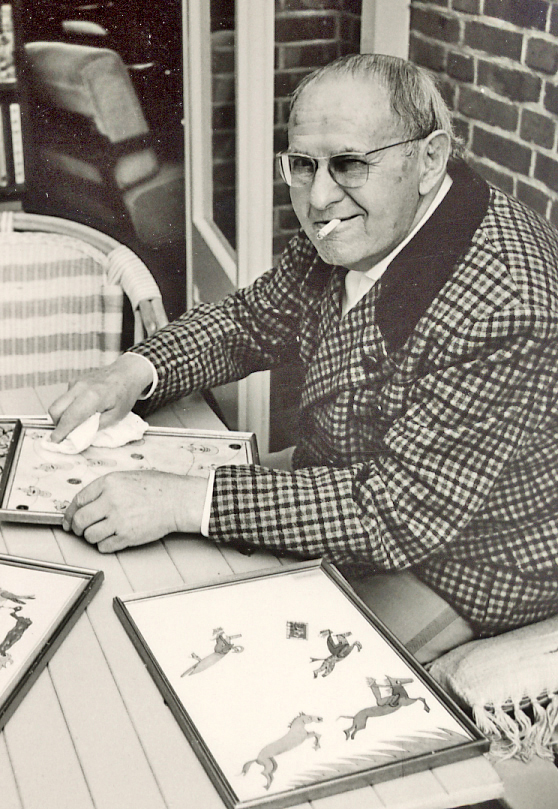
Hans Reimann (1889–1969)

- Reimann, Hans Peter, deutscher Radrennfahrer
- Reimann, Hans-Georg (* 1941), deutscher Geher
- Reimann, Hanspeter (* 1952), Schweizer Komponist
- Reimann, Hartwig (* 1938), deutscher Kommunalpolitiker (SPD)
- Reimann, Heinrich (1850–1906), deutscher Musikwissenschaftler
- Reimann, Heinrich (1944–2007), Schweizer Diplomat
- Reimann, Heinz (1914–1985), deutscher Parteifunktionär der SED und Diplomat
- Reimann, Heinz (* 1934), deutscher Tischtennisspieler
- Reimann, Helene (1893–1987), deutsche Künstlerin der Art brut
- Reimann, Helga L. (* 1937), deutsche Soziologin und Hochschullehrerin
- Reimann, Horst (1929–1994), deutscher Soziologe und Kommunikationswissenschaftler
- Reimann, Ignaz (1820–1885), deutscher Kirchenmusiker und Komponist
- Reimann, Johann Balthasar (1702–1749), deutscher Kantor und Komponist
- Reimann, Karl Heinz (* 1990), chilenischer Fußballspieler
- Reimann, Karl Ludwig (1804–1872), deutscher Chemiker
- Reimann, Kay Wolfgang (* 1971), deutscher Koch und Politiker (CDU), MdVK
- Reimann, Kerstin (* 1960), deutsche Schauspielerin
- Reimann, Konny (* 1955), deutscher Unternehmer und FernsehpersönlichkeitKonny Reimann (* 1955)

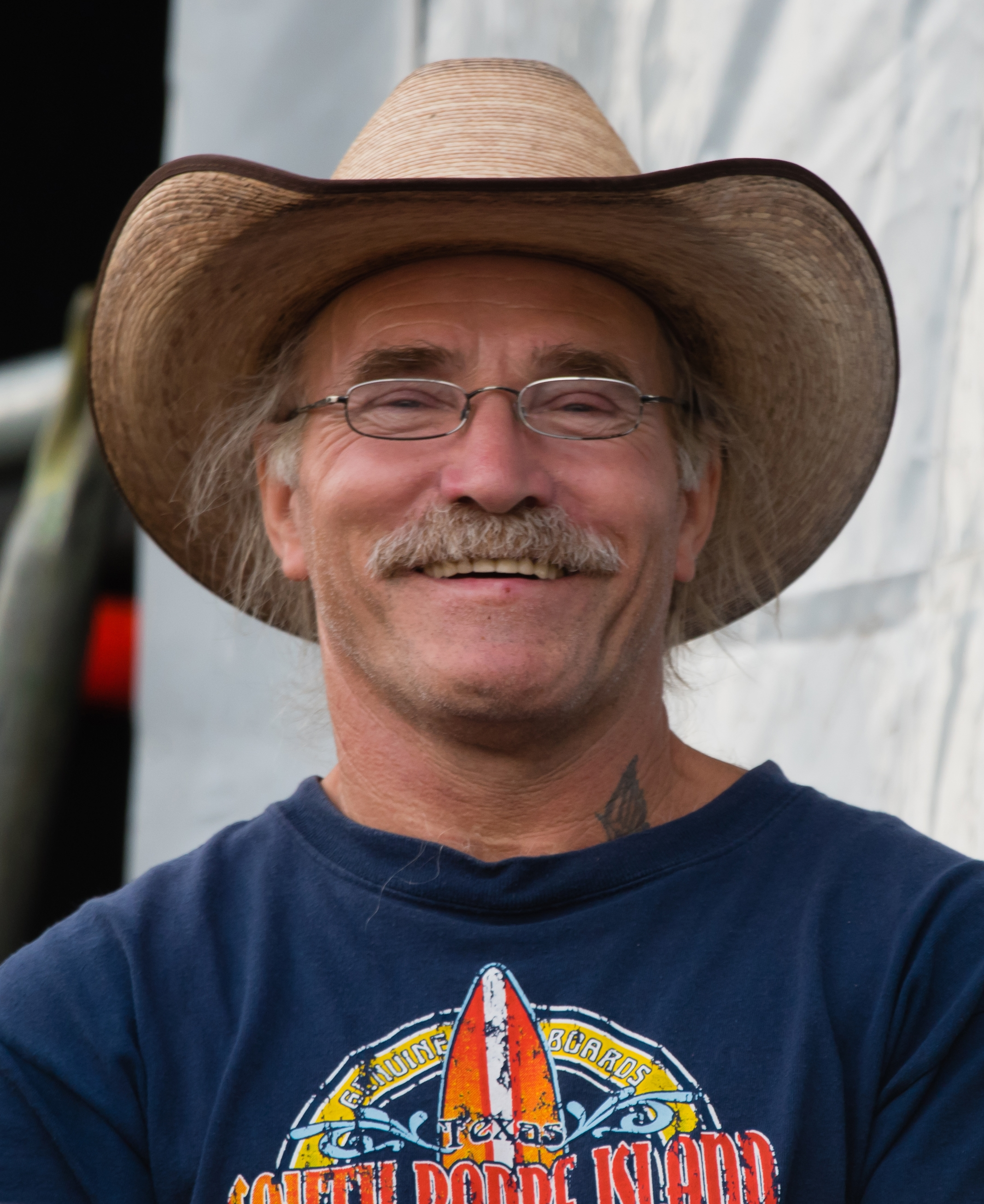
Konny Reimann (* 1955)

- Reimann, Kurt (1913–2001), deutscher Opernsänger (Tenor) und Schauspieler
- Reimann, Leopold (* 1997), deutscher Para-Ruderer und Para-Eishockeyspieler
- Reimann, Lukas (* 1982), Schweizer Politiker (SVP)
- Reimann, Manfred (1928–2022), deutscher Politiker (SPD), MdL, MdB
- Reimann, Manuela (* 1968), deutsche Fernsehdarstellerin und Unternehmerin
- Reimann, Marieke (* 1987), deutsche Journalistin und Autorin
- Reimann, Martin (1798–1878), Schweizer Geistlicher, Abt von Wettingen-Mehrerau
- Reimann, Martin (1902–1978), deutscher Eisenhüttenmann
- Reimann, Martin (* 1978), deutscher Wirtschaftswissenschaftler
- Reimann, Matthieu (* 1544), deutscher Lautenist, Komponist und Jurist
- Reimann, Max (1875–1943), deutscher Schauspieler
- Reimann, Max (1898–1977), deutscher Politiker (KPD, DKP), MdL, MdB
- Reimann, Max (* 1930), deutscher Politiker (REP), MdL
- Reimann, Maximilian (* 1942), Schweizer Politiker (SVP)
- Reimann, Michael (* 1951), deutscher Komponist und Autor
- Reimann, Nick Romeo (* 1998), deutscher Schauspieler
- Reimann, Norbert (* 1943), deutscher Archivar und Historiker
- Reimann, Otto (1871–1956), deutscher Theaterschauspieler, Regisseur und Theaterintendant
- Reimann, Paula (1884–1973), Schweizer Theaterschauspielerin
- Reimann, Plazidus (1594–1670), Abt von Einsiedeln
- Reimann, René (* 1967), deutscher Wasserballspieler und -trainer
- Reimann, Richard (1892–1970), deutscher General der Flakartillerie im Zweiten Weltkrieg
- Reimann, Robert (1911–1987), Schweizer Politiker (CVP)
- Reimann, Sandra, angewandte Linguistin
- Reimann, Sascha (* 1973), deutscher Musiker, Rapper und SchauspielerSascha Reimann (* 1973)

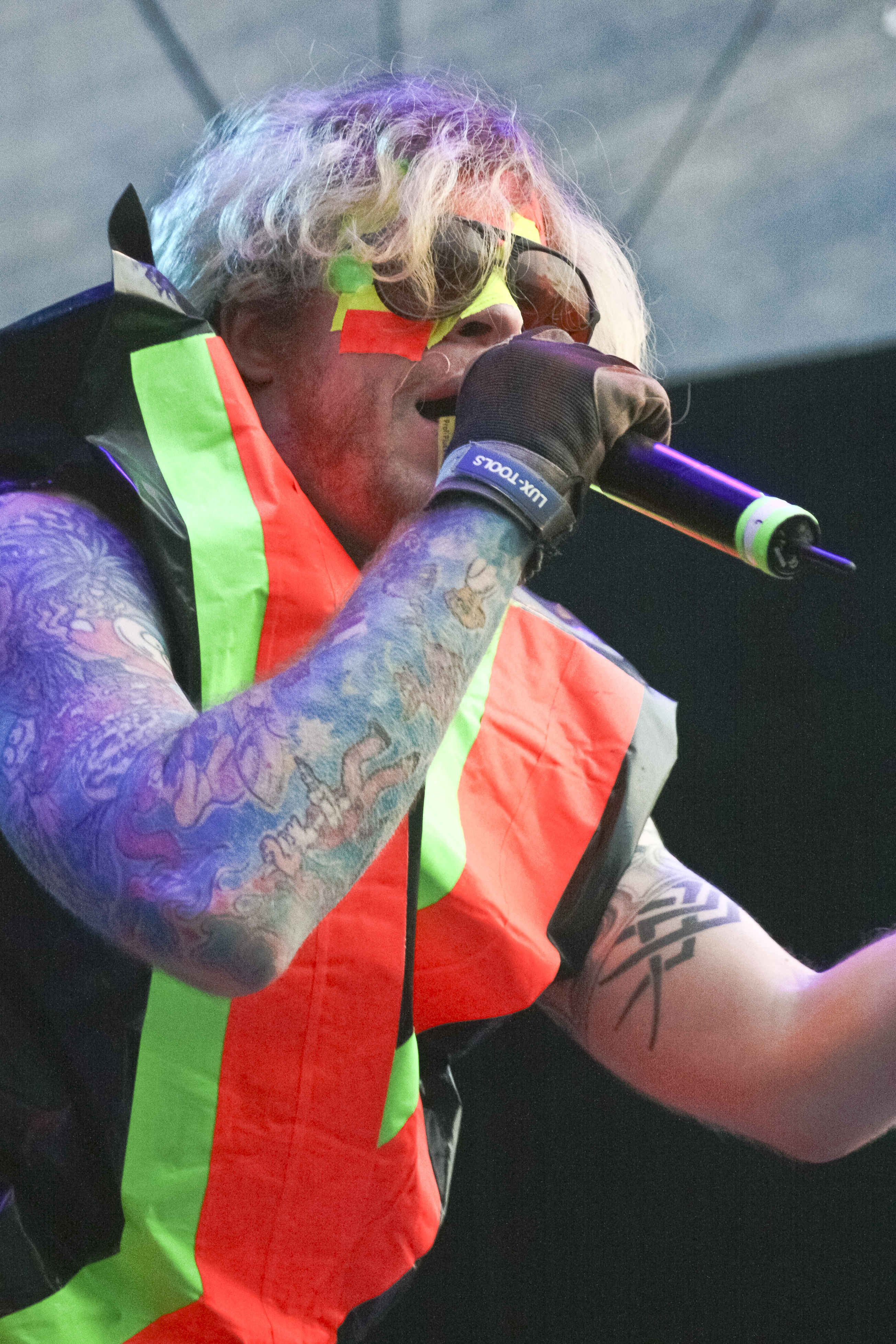
Sascha Reimann (* 1973)

- Reimann, Susanne, deutsche Moderatorin
- Reimann, Sven (* 1994), deutscher Fußballspieler
- Reimann, Thomas (* 1953), deutscher Künstler, Maler, Bildhauer und Designer
- Reimann, Udo (1939–2023), deutscher Bildhauer
- Reimann, Viktor (1915–1996), österreichischer Journalist, Schriftsteller und Politiker (VdU), Abgeordneter zum Nationalrat
- Reimann, Villem (1906–1992), estnischer Komponist
- Reimann, Walter (1887–1936), deutscher Maler, Filmarchitekt und Drehbuchautor
- Reimann, Wilhelm (1882–1952), deutscher Politiker (SPD)
- Reimann, Willi (* 1949), deutscher Fußballspieler und -trainer
- Reimann, Wolfgang (1887–1971), deutscher Kirchenmusiker, Organist und Hochschullehrer
- Reimann, Wolfgang (* 1952), deutsch-österreichischer Unternehmer
- Reimann, Wolfgang R. (* 1944), deutscher Lokalhistoriker
- Reimann-Andersen, Stefan (* 1963), deutsch-österreichischer Unternehmer
- Reimann-Dubbers, Günter (* 1942), deutscher Unternehmer und Mäzen
- Reimann-Dubbers, Volker (1943–2024), deutscher Chemiker und Stifter
- Reimann-Höhn, Uta (* 1962), deutsche Autorin pädagogischer Sachbücher und Lernmaterialien
- Reimann-Hunziker, Gottfried (1908–1968), Schweizer Chirurg und Urologe
- Reimann-Hunziker, Rose (1912–2000), Schweizer Gynäkologin und Geburtshelferin
- Reimans, Richard (1882–1959), niederländischer Maler
- Reimarus, Elise (1735–1805), deutsche Schriftstellerin, Pädagogin, Übersetzerin und Salonnière im Zeitalter der AufklärungElise Reimarus (1735–1805)

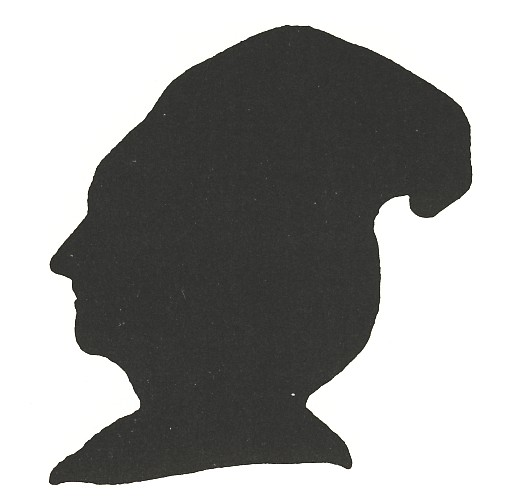
Elise Reimarus (1735–1805)

- Reimarus, Hans (1843–1902), deutscher Buchhändler in Berlin
- Reimarus, Hermann Otto (1857–1920), deutscher Politiker und Oberbürgermeister der Stadt Magdeburg
- Reimarus, Hermann Samuel (1694–1768), Gymnasialprofessor in Hamburg für orientalische Sprachen; Verfechter des Deismus, Wegbereiter der wissenschaftlichen Bibelkritik
- Reimarus, Johann Albert Heinrich (1729–1814), deutscher Arzt, Naturforscher und Nationalökonom
- Reimarus, Sophie (1742–1817), deutsche Vordenkerin der Aufklärung

### Reimb
- Reimbold, Ernst Thomas Maria (1907–1994), deutscher Bildhauer, Religionswissenschaftler und Symbolforscher

### Reime
- Reime, Roland (1945–2017), deutscher Fußballfunktionär, Präsident des Fußballvereins Holstein Kiel
- Reimeir, Christian (* 1974), österreichischer Komponist
- Reimer von Wiemerstedt, sagenhafte Heldenfigur
- Reimer, A. James (1942–2010), kanadischer mennonitischer Theologe
- Reimer, Alexandra (* 1972), deutsche Theater- und Fernsehschauspielerin
- Reimer, Anthony, US-amerikanischer Komponist und Musikpädagoge
- Reimer, Anton (1904–1970), deutscher Schauspieler und Synchronsprecher
- Reimer, Arne (* 1972), deutscher Fotograf und Autor
- Reimer, Brittany (* 1988), kanadische Schwimmerin
- Reimer, Carl Ludwig (1856–1921), deutscher Chemiker
- Reimer, Christian (* 1943), deutscher Psychotherapeut, Psychiater und emeritierter Professor für klinische Psychosomatik und Psychotherapie
- Reimer, Christine (* 1966), deutsche Schauspielerin und Sängerin
- Reimer, Daniela (* 1982), deutsche Ruderin
- Reimer, David (* 1962), US-amerikanischer Mathematiker
- Reimer, David (1965–2004), Kanadier, der nach missglückter Operation als Mädchen aufgezogen wurde
- Reimer, Dennis (* 1939), US-amerikanischer General
- Reimer, Dietrich (1818–1899), deutscher Verleger
- Reimer, Eduard (1896–1957), deutscher Jurist
- Reimer, Edvard (* 1935), grönländischer Kaufmann und Landesrat
- Reimer, Ekkehart (* 1969), deutscher Rechtswissenschaftler und Hochschullehrer
- Reimer, Elin (1928–2022), dänische Schauspielerin
- Reimer, Erich (1902–1976), deutscher Widerstandskämpfer gegen den Nationalsozialismus und Redakteur
- Reimer, Erich (* 1940), deutscher Musikwissenschaftler
- Reimer, Franz (* 1971), deutscher Rechtswissenschaftler und Hochschullehrer
- Reimer, Fritz (* 1931), deutscher Psychiater
- Reimer, Georg (1828–1866), deutscher Maler
- Reimer, Georg (1882–1959), deutscher Heimatforscher
- Reimer, Georg (1888–1974), deutscher Vizeadmiral der Kriegsmarine
- Reimer, Georg Andreas (1776–1842), deutscher Verleger
- Reimer, Georg Ernst (1804–1885), Verleger
- Reimer, Gottfried (1911–1987), deutscher Kunsthistoriker
- Reimer, Guido (* 1901), deutscher SS-Obersturmführer im KZ Buchenwald und KZ MauthausenGuido Reimer (* 1901)

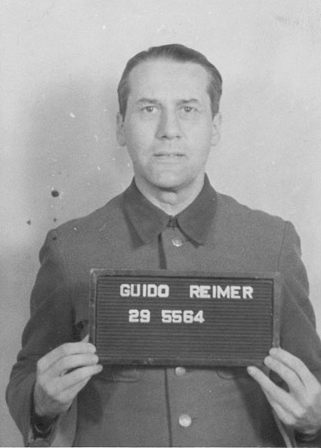
Guido Reimer (* 1901)

- Reimer, Hauke (* 1962), deutscher Wirtschaftsjournalist
- Reimer, Heinrich (1848–1922), deutscher Historiker und Archivar
- Reimer, Heinrich (* 1945), deutscher Kampfsporttrainer, Bundestrainer für Kumite der Karate-Stilrichtung AKS
- Reimer, Hermann Andreas (1825–1906), deutscher Arzt
- Reimer, Hubert (1939–2015), deutscher Prähistoriker
- Reimer, Jakob (1918–2005), sowjetisch-amerikanischer KZ-Wächter im Zwangsarbeitslager Trawniki
- Reimer, Jakobus (1877–1958), österreichischer Benediktinerabt
- Reimer, James (* 1988), kanadischer Eishockeytorwart
- Reimer, Jan (* 1953), deutscher Fusion- und Fingerstyle-Gitarrist und Komponist, Astrologe
- Reimer, Jochen (* 1985), deutscher EishockeytorwartJochen Reimer (* 1985)

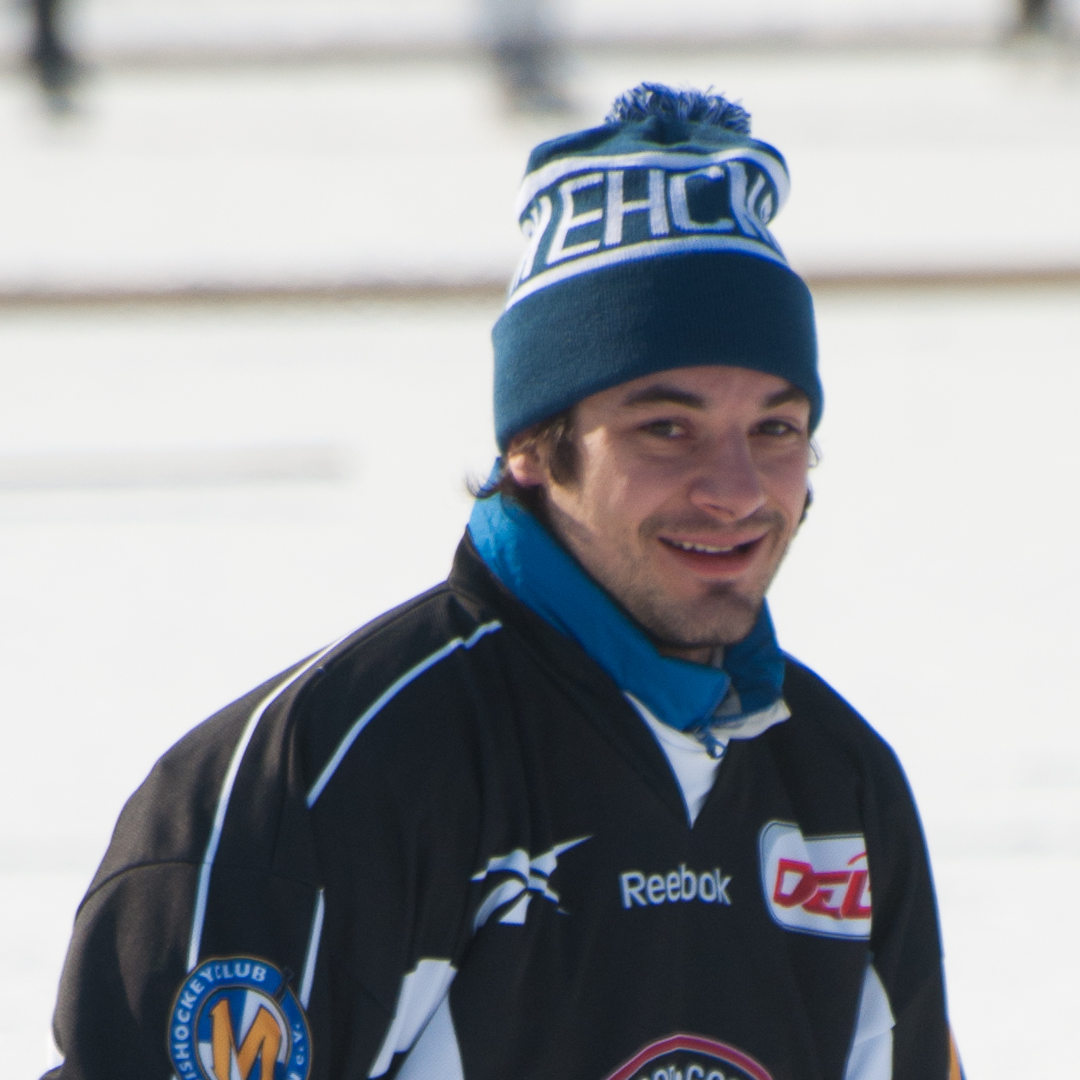
Jochen Reimer (* 1985)

- Reimer, Johannes (* 1955), deutscher Theologe und Hochschullehrer
- Reimer, Karl (1845–1883), deutscher Chemiker und Industrieller
- Reimer, Klaas (1770–1837), mennonitischer Prediger
- Reimer, Konrad (1853–1915), deutscher Architekt
- Reimer, Lore (* 1947), russlanddeutsche Schriftstellerin
- Reimer, Manfred (* 1933), deutscher Mathematiker und Hochschullehrer
- Reimer, Martin (* 1987), deutscher Radrennfahrer
- Reimer, Matthäus (1581–1646), deutscher Philologe
- Reimer, Max, deutscher Theaterschauspieler
- Reimer, Max (1921–1988), deutscher Politiker (SPD), MdHB
- Reimer, Michael (* 1961), deutscher Fußballspieler
- Reimer, Nele (* 1996), deutsche Handballspielerin
- Reimer, Nick (* 1966), deutscher Journalist und Buchautor
- Reimer, Nicolaus Theodor (1772–1832), deutscher Mathematiker
- Reimer, Otto (1841–1892), deutscher Politiker (SPD), MdR und Gewerkschafter
- Reimer, Patrick (* 1982), deutscher Eishockeyspieler, -trainer und -funktionärPatrick Reimer (* 1982)

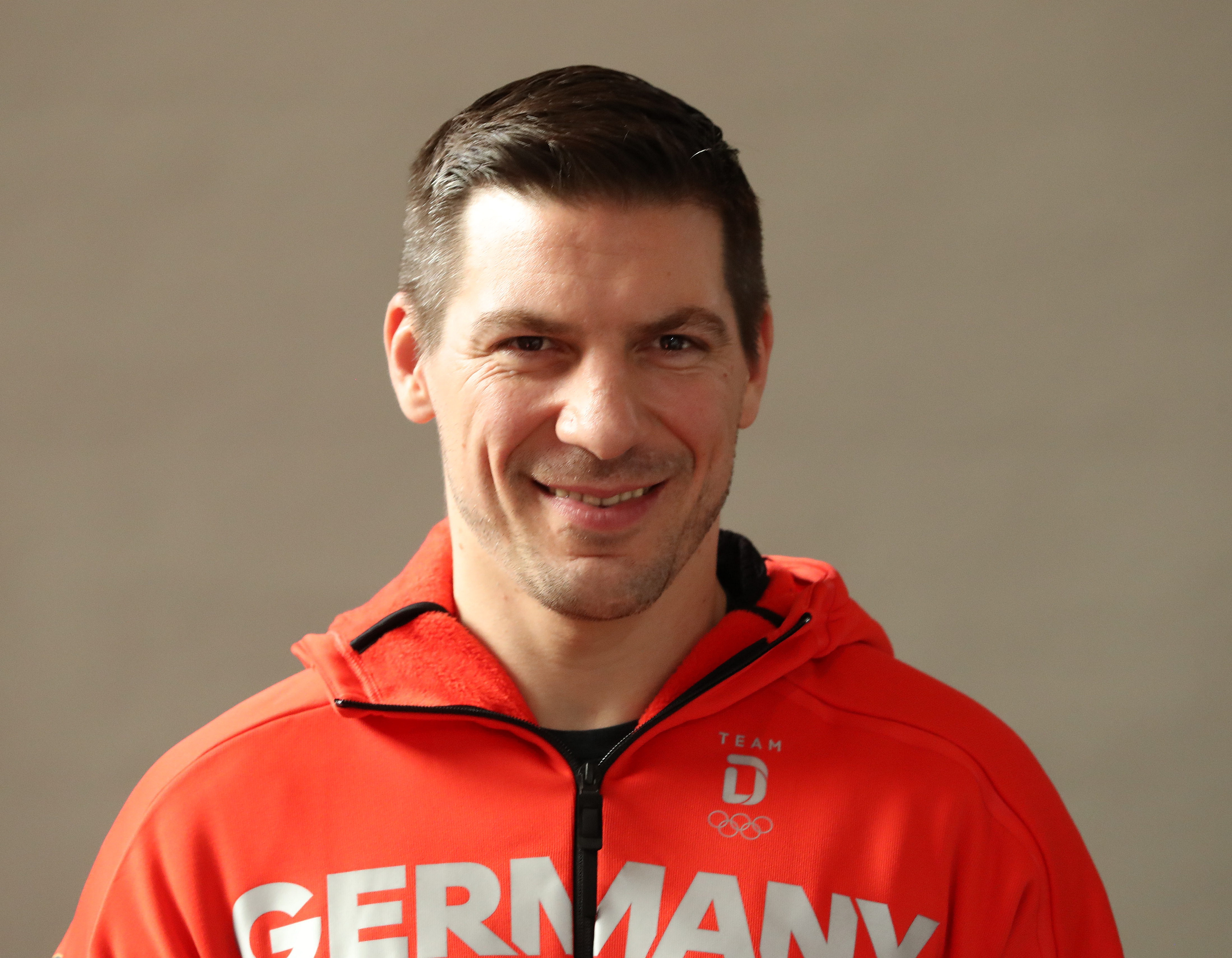
Patrick Reimer (* 1982)

- Reimer, Philipp (* 1982), deutscher Rechtswissenschaftler
- Reimer, Robert (* 1967), deutscher Dirigent und Kapellmeister
- Reimer, Robin (* 1995), deutscher Kickboxer
- Reimer, Siegfried (* 1942), deutscher Fußballspieler
- Reimer, Siegfried Johannes (1815–1860), deutscher Mediziner
- Reimer, Thomas, deutscher Videodesigner
- Reimer, Thomas (1936–2011), deutscher Journalist
- Reimer, Thomas (* 1955), österreichischer Jazzmusiker (Gitarre)
- Reimer, Uwe (1948–2004), deutscher Schriftsteller
- Reimer, Wolfgang (* 1956), deutscher Agrar-Ingenieur und politischer Beamter (Bündnis 90/Die Grünen)
- Reimerdes, Friedrich (1909–2000), deutscher Kirchenmusiker und Komponist
- Reimerdes, Hermann Heinrich (1822–1870), Gutsbesitzer und Abgeordneter des Provinziallandtages der Provinz Hessen-Nassau
- Reimerdes, Max (1860–1942), deutscher Jurist, Senator und Syndikus
- Reimering, Christian (* 1971), deutscher Poolbillardspieler
- Reimerink, Jules (* 1989), niederländischer Fußballspieler
- Reimers, Anne (* 1983), deutsche Sportwissenschaftlerin
- Reimers, Ariane (* 1973), deutsche Journalistin und Korrespondentin des Norddeutschen Rundfunks
- Reimers, Britta (* 1971), deutsche Politikerin (FDP), MdEP
- Reimers, Carl (1901–1969), deutscher Chirurg
- Reimers, Christian (1827–1889), deutscher Cellist und Karikaturist
- Reimers, Derk-Hayo (* 1954), deutscher Wirtschaftswissenschaftler und Hochschullehrer
- Reimers, Dirk (* 1943), deutscher Jurist und Beamter
- Reimers, Edgar (1924–2011), deutscher Pädagoge und Hochschullehrer
- Reimers, Egill (1878–1946), norwegischer Architekt und Segler
- Reimers, Egon (1928–1989), deutscher Theaterschauspieler
- Reimers, Emmerich (1886–1970), österreichischer Schauspieler
- Reimers, Engel († 1606), Frau, die aufgrund des Vorwurfs der Hexerei hingerichtet wurde
- Reimers, Franz Christoph (1818–1905), deutscher Jurist und Politiker
- Reimers, Georg (1860–1936), deutsch-österreichischer BurgschauspielerGeorg Reimers (1860–1936)
- Reimers, Gunda (* 1973), deutsche Ruderin

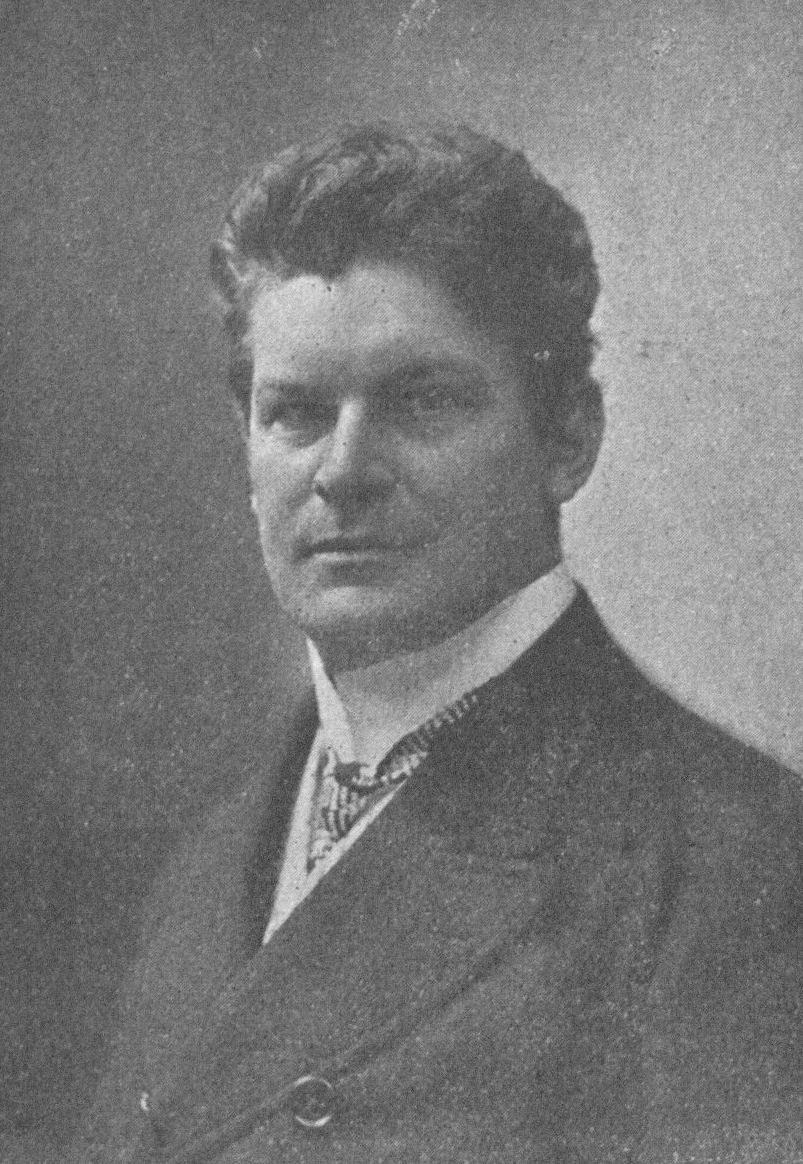
Georg Reimers (1860–1936)

- Reimers, Hans Gottfried (1902–1941), deutscher Kriegsverwaltungsrat
- Reimers, Heinrich (1879–1942), deutscher evangelischer Geistlicher und Publizist
- Reimers, Hermann (1893–1961), deutscher Autor und Botaniker
- Reimers, Jacob Peter (1826–1922), dänischer Metzgermeister und Politiker
- Reimers, Jacobus (1850–1914), deutscher Architekt, Kunst- und Prähistoriker, Museumsdirektor, Denkmalpfleger, Autor
- Reimers, Jens (1941–2001), deutscher Diskuswerfer
- Reimers, Johann (1818–1868), deutsch-russischer Bildhauer, Medailleur, Maler und Hochschullehrer
- Reimers, Johannes (1885–1947), deutscher Politiker (KPD), MdL
- Reimers, Jörg (* 1954), deutscher Schauspieler
- Reimers, Karl (1872–1934), deutscher evangelischer Theologe
- Reimers, Karl Friedrich (* 1935), deutscher Kommunikationsexperte
- Reimers, Lotte (* 1932), deutsche Keramikerin
- Reimers, Marco (* 1990), deutscher Schauspieler
- Reimers, Nicolaus (1551–1600), deutscher Astronom und kaiserlicher Hofmathematiker
- Reimers, Ottilie (1913–2025), deutsche Supercentenarian
- Reimers, Otto (1902–1984), deutscher Autor, Zeitschriften-Herausgeber und Anarchosyndikalist
- Reimers, Paul (1902–1984), deutscher Jurist und Richter am Volksgerichtshof
- Reimers, Pit (* 1983), deutscher Fußballtrainer
- Reimers, Rolf (* 1947), deutscher Geschäftsführer und Politiker (AfB), MdBB
- Reimers, Stephan (* 1944), deutscher evangelischer Theologe und Politiker (CDU)
- Reimers, Tobias (1653–1716), deutscher Jurist und Bürgermeister der Stadt Lüneburg
- Reimers, Ulrich (* 1952), deutscher Ingenieur, Professor für Elektrotechnik
- Reimers, Walter (1913–2010), deutscher Richter
- Reimers, Werner (1888–1965), deutscher Unternehmer und Stifter
- Reimers-Bruns, Ute (* 1963), deutsche Politikerin (SPD), MdBB
- Reimert, Karla (* 1972), deutsche Schriftstellerin
- Reimertz, Stephan (* 1962), deutscher Kunsthistoriker und Romancier
- Reimesch, Ragimund (1903–1980), österreichischer Zeichner, Maler, Fotojournalist und Grafiker

### Reimh
- Reimherr, Wilhelm (1793–1843), Frankfurter Militär und Politiker

### Reimi
- Reimitz, Heinrich (1904–1945), österreichischer Sportfunktionär und Politiker
- Reimitz, Helmut (* 1965), österreichischer Historiker

### Reimk
- Reimkasten, Ulrich (* 1953), deutscher Künstler und Hochschullehrer

### Reiml
- Reiml, Sophie (* 1995), deutsche Schauspielerin

### Reimm
- Reimmann, Friedrich (1804–1891), deutscher Rechtsanwalt und Notar, Münzsammler
- Reimmann, Jacob Friedrich (1668–1743), deutscher lutherischer Theologe, Pädagoge, Historiker und Philosoph
- Reimmichl (1867–1953), Tiroler Volksdichter und Priester

### Reimn
- Reimnitz, Friedrich Wilhelm (1803–1864), deutscher Gymnasiallehrer und Politiker

### Reimo
- Reimöller, Lily (* 2005), deutsche Fußballspielerin
- Reimon, Michel (* 1971), österreichischer Autor, Journalist und Politiker (Grüne), Landtagsabgeordneter, MdEPMichel Reimon (* 1971)

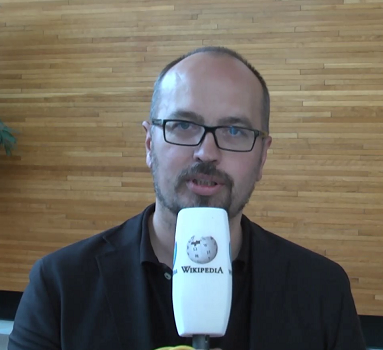
Michel Reimon (* 1971)

### Reimp
- Reimpell, Christian (1858–1926), deutscher evangelischer Geistlicher

### Reims
- Reimsbach, Julius (1895–1970), deutscher Orgelbauer
- Reimsfeld, Egbert (1890–1952), deutscher Ruderer
- Reimsfeld, Johann Carl (1808–1882), deutscher Architekt, Ingenieur, Maler und Lithograf
- Reimspieß, Franz Xaver (1900–1979), österreichischer Fahrzeugkonstrukteur und Karikaturist